# I. A. R. Wylie

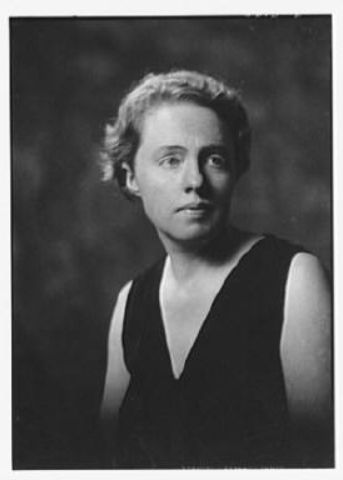
I. A. R. Wylie, 1928

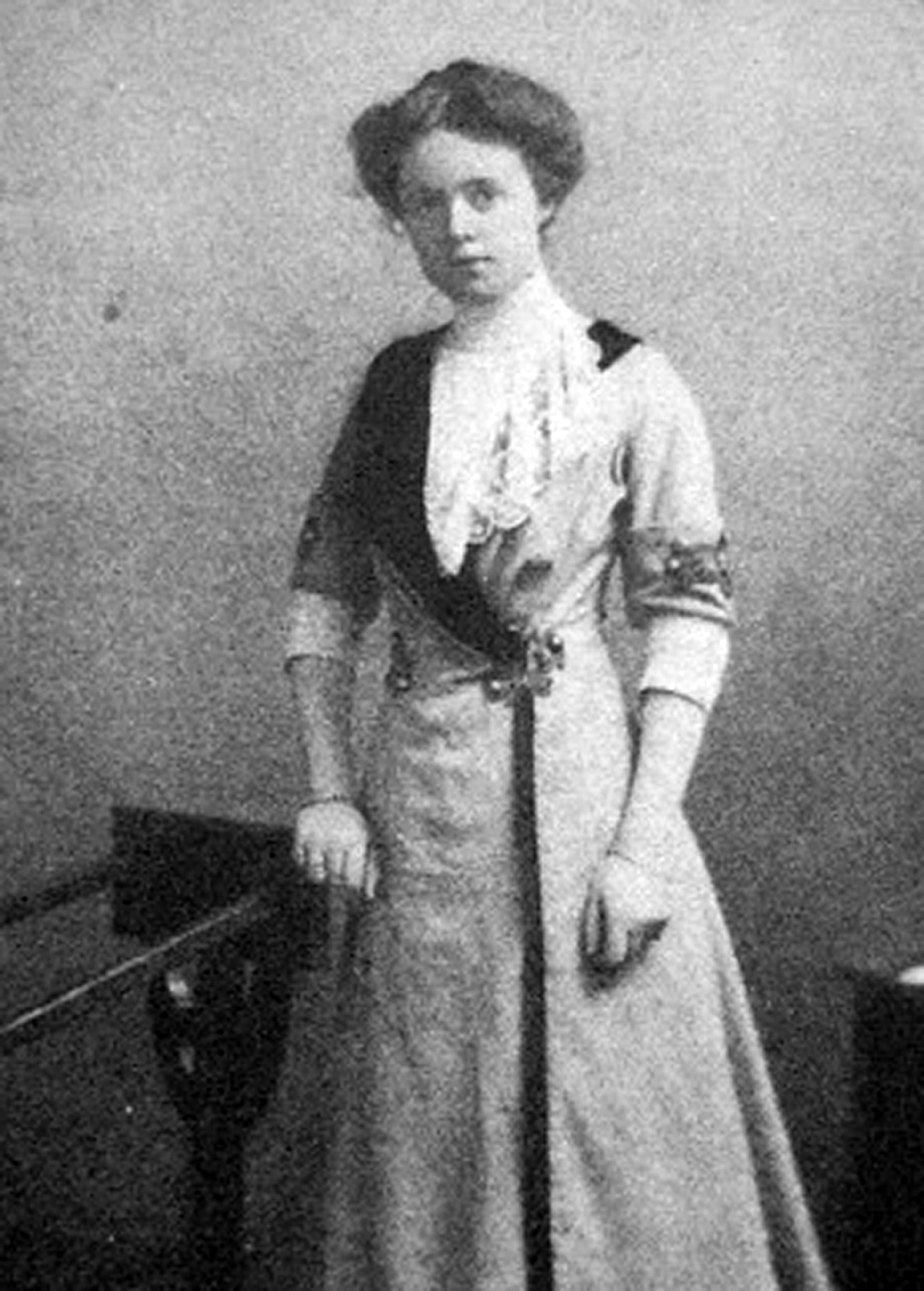
I. A. R. Wylie, 1910

Ida Alexa Ross Wylie (* 16. März 1885 in Melbourne, Australien; † 4. November 1959 in Princeton (New Jersey), USA) war eine australisch-britisch-amerikanische Schriftstellerin und Drehbuchautorin. Von 1915 bis 1953 wurden mehr als 30 ihrer Romane und Geschichten verfilmt.

## Leben und Werk
Wylie war das erste Kind in der zweiten Ehe von dem in England geborenen Alexander Coghill Wylie (1852–1910) mit der australischen Bauerntochter Ida Millicent Ross (1855–1890). 1888 zog sie mit ihrem Vater und ihrer Mutter nach London, wo ihre Mutter kurz danach starb. Ihr Vater erneuerte dann die Beziehungen zu der Schwester seiner ersten Frau, die Hausschullehrerin und Vormundin von Wylie wurde. Nach dreijähriger Schulzeit in Brüssel studierte Wylie zunächst für zwei Jahre am Cheltenham Ladies College in England. Sie besuchte anschließend eine Schule in Karlsruhe, wo sie ihr Deutsch perfektionierte, unterrichtete und mit dem Schreiben begann.

## Schriftstellerische Tätigkeit
Im Alter von 19 Jahren verkaufte sie 1905 ihre erste Kurzgeschichte an eine Zeitschrift. Sie hatte eine in Indien aufgewachsene Mitbewohnerin und schrieb Geschichten, die auf deren Erinnerungen basierten, The Native Born, The Rajah's People, Die Tochter von Brahma, Tristram Sahib, The Temple of Dawn und The Hermit Doctor of Gaya.
Während Wylie in den frühen 1910er Jahren in Deutschland lebte, schrieb sie eine Reihe von Büchern, darunter My German Year, Rambles in the Black Forest, The Germans und Eight Years in Germany. 1915 wurde ihr Roman The Red Mirage als The Unknown verfilmt, ebenso wie vier weitere ihrer Geschichten. 1920 veröffentlichte sie ihren ersten großen Roman Toward Morning, der sich mit dem Leben in Deutschland beschäftigte. Eines ihrer späteren Bücher, To the Vanquished war ein Bericht über die Veränderungen, die in Deutschland während der Zeit des Nationalsozialismus stattfanden. Sie reiste auch in die Sowjetunion und schrieb später Furious Young Man, die Geschichte eines britischen Jugendlichen, der über die Unzulänglichkeiten der Gesellschaft seines Heimatlandes frustriert ist und Kommunist wird. Neun Filme, die auf ihrer Arbeit basieren wurden in den 20er Jahren gedreht und 10 weitere in den 30er Jahren. Die bekannteste Verfilmung eines Wylie-Romans war 1942 Keeper of the Flame mit Spencer Tracy und Katharine Hepburn.

## Rolle in der Frauenwahlrechtbewegung
1911 kehrte Wylie nach England zurück und lebte im Stadtteil St. Johns Wood in London. Sie bot Frauen eine Unterkunft, die aus dem Gefängnis entlassen wurden und sich ohne polizeiliche Überwachung von Hungerstreiks nach dem Cat and Mouse Act erholen konnten. Sie nahm mit der Herausgeberin von The Suffragette Rachel Barrett eine Beziehung auf, mit der sie zusammen mit den Frauenrechtlerinnen Annie Kenney, Jessie Kenney und Mary Richardson eine Woche in Frankreich mit Christabel Pankhurst verbrachte. Wylie und Barrett reisten dann nach Edinburgh zu Wylies Tante, wo Barrett unter einem Pseudonym lebte, um eine erneute Verhaftung zu vermeiden. Beide Frauen kehrten Weihnachten 1913 nach London zurück und redigierten bis Mai 1914 weiterhin heimlich The Suffragette, bis die Polizei erneut die Räumlichkeiten in Lincoln’s Inn durchsuchte, wo Barrett versteckt wohnte. 1917 reisten Barrett und Wylie nach Amerika, kauften ein Auto und reisten von New York bis San Francisco.
Wylie ließ sich schließlich in Hollywood nieder, wo sie ihre Geschichten verkaufte. In den 1930er Jahren zogen Wylie, die Ärztinnen Sara Josephine Baker und Louise Pearce auf die Trevenna Farm in New Jersey. Sie lebten dort zusammen, bis Baker 1945 starb, gefolgt von Pearce und später Wylie, die 1959 im Alter von 74 Jahren starb. Wylie und Pearce wurden nebeneinander auf dem Henry Skillman Burying Ground auf der Trevenna Farm begraben.

## Veröffentlichungen (Auswahl)
- 1910: The Native Born, or, The Rajah's People
- 1910: My German Year
- 1911: Rambles in the Black Forest
- 1911: The Germans
- 1911: Dividing Waters
- 1911: In Different Keys
- 1913: The Daughter of Brahma
- 1913: The Red Mirage
- 1913: The Paupers of Portman Square
- 1914: Five Years to Find Out
- 1914: Eight Years in Germany
- 1915: Tristram Sahib
- 1915: The Temple of Dawn
- 1915: Happy Endings
- 1916: The Hermit Doctor of Gaya
- 1916: Armchair Stories
- 1917: The Duchess in Pursuit
- 1918: Toward Morning
- 1918: The Shining Heights
- 1919: All Sorts
- 1920: Holy Fire: And Other Stories
- 1920: Children of Storm
- 1920: Brodie and the Deep Sea
- 1921: Rogues & Company
- 1922: The Dark House
- 1923: Jungle Law
- 1923: Side Shows
- 1924: Ancient Fires
- 1926: Black Harvest
- 1926: The Mad Busman, and Other Stories
- 1929: The Silver Virgin
- 1930: Some Other Beauty
- 1932: The Things We Do, and Other Stories
- 1934: Prelude to Richard
- 1934: To The Vanquished
- 1934: A Feather in Her Hat
- 1934: The Novels of Elinor Wylie
- 1936: The Inheritors, and With Their Eyes Open
- 1936: Furious Young Man
- 1938: The Underpup
- 1938: The Young in Heart
- 1940: My Life With George: An Unconventional Autobiography. Kessinger Publishing, 2010, ISBN 978-1-163-18847-7.
- 1941: Strangers Are Coming
- 1942: Keeper of the Flame
- 1943: Flight to England
- 1945: Ho, the Fair Wind
- 1946: Storm in April
- 1947: Where No Birds Sing
- 1951: Candles for Therese
- 1957: The Undefeated
- 1959: Home Are the Hunted
- 1959: Claire Serrat